# Liste der Kantone im Département Gard
Das Département Gard liegt in der Region Okzitanien in Frankreich. Es untergliedert sich in drei Arrondissements und 23 Kantone (französisch cantons), die aus einer Neugliederung im Jahr 2015 hervorgingen. Zuvor war es in 46 Kantone eingeteilt.
Siehe auch: Liste der Gemeinden im Département Gard

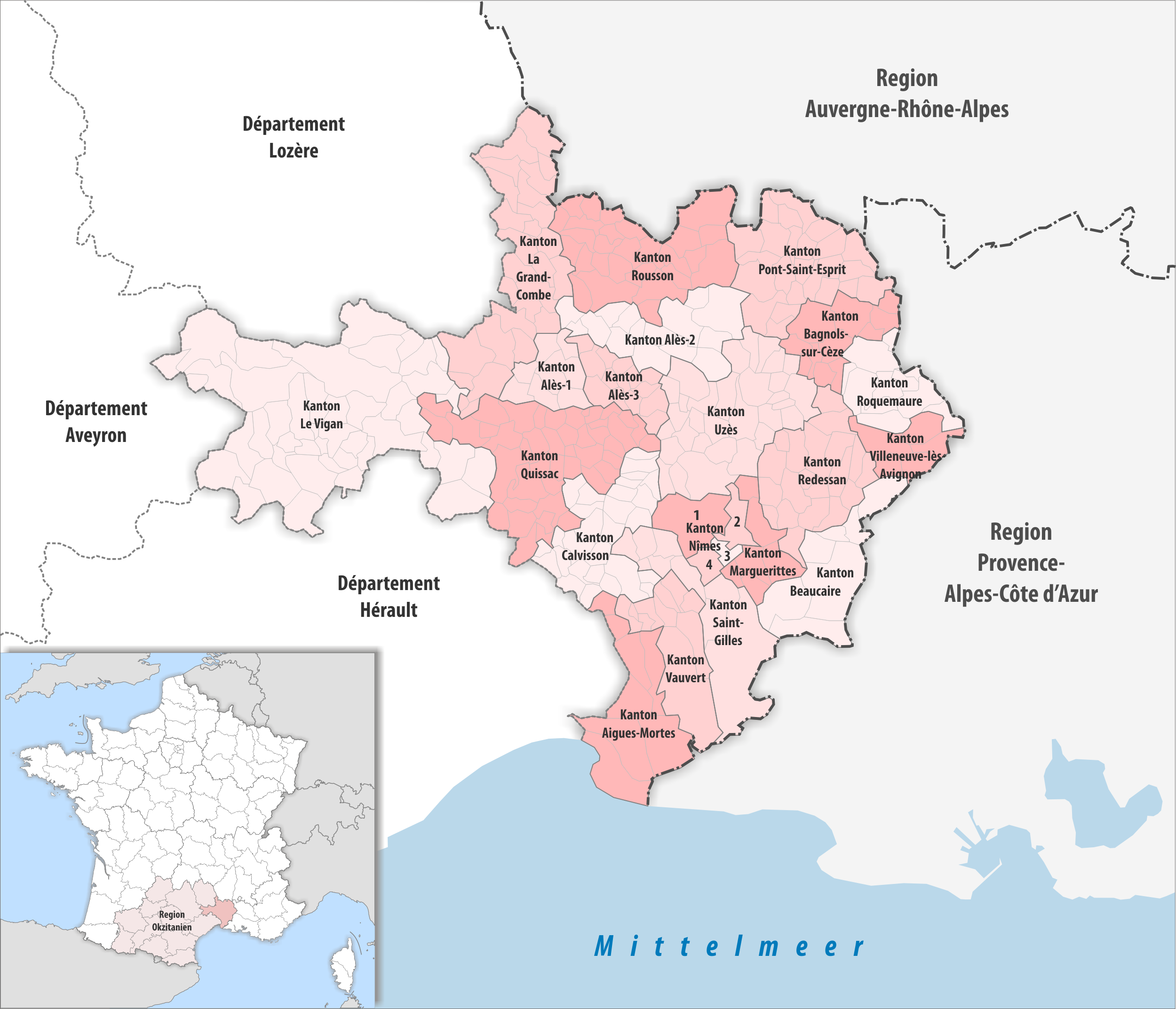
Gemeinden und Kantone im Département Gard

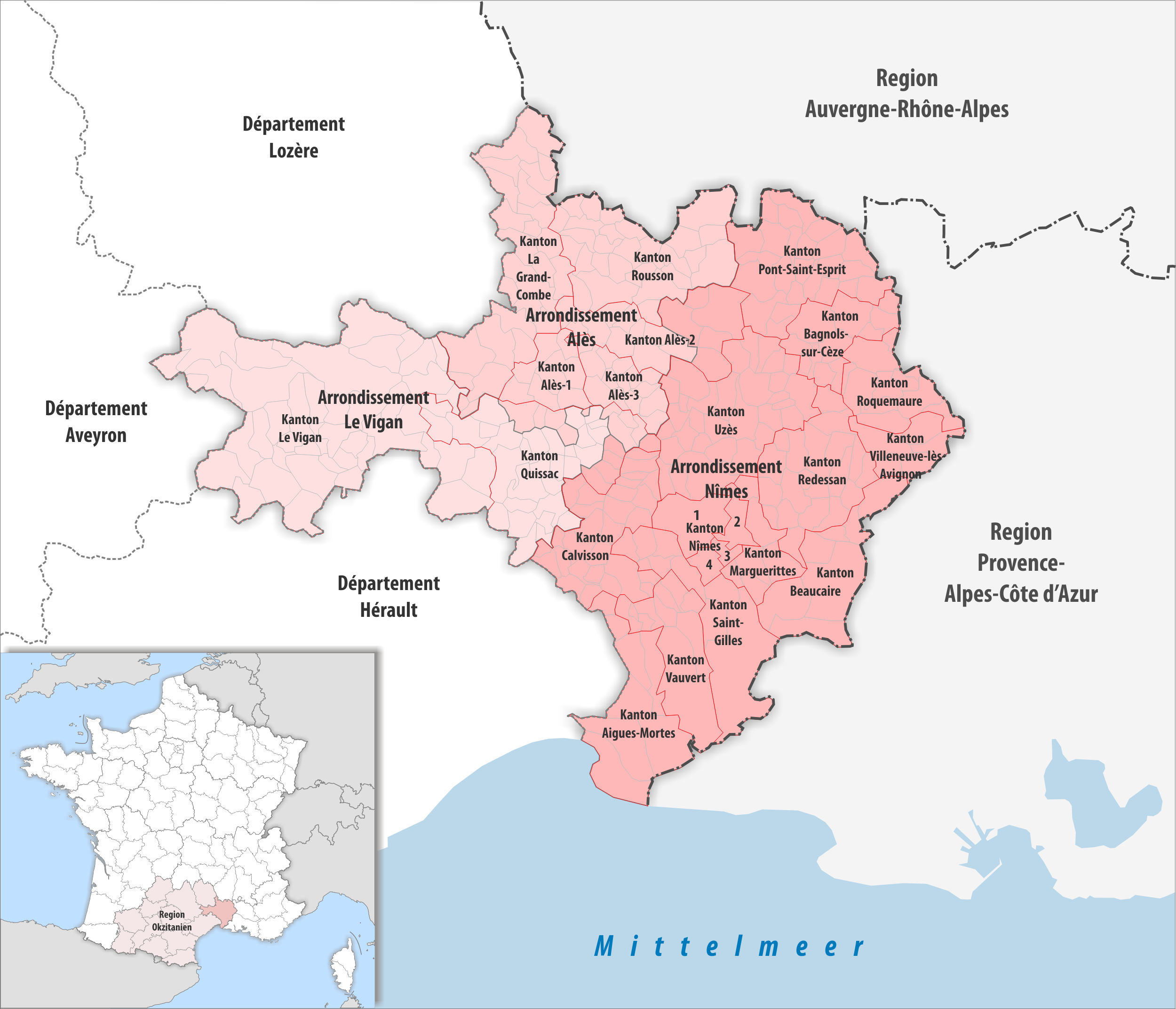
Gemeinden, Arrondissemente und Kantone im Département Gard

| Kanton                 | Gemeinden | Einwohner 1. Januar 2022 | Fläche km² | Dichte Einw./km² | Code INSEE | Arrondissement(e)     |
| ---------------------- | --------- | ------------------------ | ---------- | ---------------- | ---------- | --------------------- |
| Aigues-Mortes          | 7         | 35.796                   | 281,49     | 127              | 3001       | Nîmes                 |
| Alès-1                 | 7 1⁄3     | 33.815                   | 112,04     | 302              | 3002       | Alès                  |
| Alès-2                 | 14 1⁄3    | 32.425                   | 254,04     | 128              | 3003       | Alès, Nîmes           |
| Alès-3                 | 13 1⁄3    | 30.016                   | 116,09     | 259              | 3004       | Alès                  |
| Bagnols-sur-Cèze       | 11        | 28.824                   | 158,35     | 182              | 3005       | Nîmes                 |
| Beaucaire              | 7         | 37.372                   | 245,13     | 152              | 3006       | Nîmes                 |
| Calvisson              | 28        | 37.558                   | 273,76     | 137              | 3007       | Nîmes                 |
| La Grand-Combe         | 27        | 20.870                   | 452,42     | 46               | 3008       | Alès                  |
| Marguerittes           | 7         | 37.972                   | 104,41     | 364              | 3009       | Nîmes                 |
| Nîmes-1                | 1⁄5       | 38.727                   | 80,95      | 478              | 3010       | Nîmes                 |
| Nîmes-2                | 1⁄5       | 37.721                   | 28,57      | 1.320            | 3011       | Nîmes                 |
| Nîmes-3                | 1⁄5       | 36.297                   | 11,65      | 3.116            | 3012       | Nîmes                 |
| Nîmes-4                | 1⁄5       | 37.253                   | 20,28      | 1.837            | 3013       | Nîmes                 |
| Pont-Saint-Esprit      | 24        | 27.038                   | 343,94     | 79               | 3014       | Nîmes                 |
| Quissac                | 44        | 28.022                   | 459,28     | 61               | 3015       | Alès, Le Vigan, Nîmes |
| Redessan               | 21        | 33.792                   | 292,52     | 116              | 3016       | Nîmes                 |
| Roquemaure             | 11        | 27.572                   | 169,34     | 163              | 3017       | Nîmes                 |
| Rousson                | 29        | 31.876                   | 385,53     | 83               | 3018       | Alès                  |
| Saint-Gilles           | 8 1⁄5     | 37.804                   | 271,76     | 139              | 3019       | Nîmes                 |
| Uzès                   | 31        | 32.762                   | 399,13     | 82               | 3020       | Nîmes                 |
| Vauvert                | 10        | 42.634                   | 209,03     | 204              | 3021       | Nîmes                 |
| Le Vigan               | 44        | 22.145                   | 1.048,96   | 21               | 3022       | Le Vigan              |
| Villeneuve-lès-Avignon | 5         | 35.719                   | 106,04     | 337              | 3023       | Nîmes                 |
| Département Gard       | 350       | 764.010                  | 5.824,71   | 131              | 30         | –                     |

## Liste ehemaliger Kantone
Bis zum Neuzuschnitt der französischen Kantone im März 2015 war das Département Gard wie folgt in 46 Kantone unterteilt:
| Arrondissement | Kantone |
| -------------- | --- |
| Alès           | Alès-Nord-Est, Alès-Ouest, Alès-Sud-Est, Anduze, Barjac, Bessèges, Génolhac, La Grand-Combe, Lédignan, Saint-Ambroix, Saint-Jean-du-Gard, Vézénobres |
| Le Vigan       | Alzon, Lasalle, Quissac, Saint-André-de-Valborgne, Saint-Hippolyte-du-Fort, Sauve, Sumène, Trèves, Valleraugue, Le Vigan |
| Nîmes          | Aigues-Mortes, Aramon, Bagnols-sur-Cèze, Beaucaire, Lussan, Marguerittes, Nîmes-1, Nîmes-2, Nîmes-3, Nîmes-4, Nîmes-5, Nîmes-6, Pont-Saint-Esprit, Remoulins, Rhôny-Vidourle, Roquemaure, Saint-Chaptes, Saint-Gilles, Saint-Mamert-du-Gard, Sommières, Uzès, Vauvert, Villeneuve-lès-Avignon, La Vistrenque |